# 67e parallèle nord
Pour les articles homonymes, voir 67e parallèle.
En géographie, le 67e parallèle nord est le parallèle joignant les points de la surface de la Terre dont la latitude est égale à 67° nord.

## Géographie

### Dimensions
Dans le système géodésique WGS 84, au niveau de 67° de latitude nord, un degré de longitude équivaut à 43,620 km ; la longueur totale du parallèle est donc de 15 703 km, soit environ  39,2% de celle de l'équateur. Il en est distant de 7 434 km et du pôle Nord de 2 568 km,.
Comme tous les autres parallèles à part l'équateur, le 67e parallèle nord n'est pas un grand cercle et n'est donc pas la plus courte distance entre deux points, même situés à la même latitude. Par exemple, en suivant le parallèle, la distance parcourue entre deux points de longitude opposée est 7 852 km ; en suivant un grand cercle (qui passe alors par le pôle nord), elle n'est que de 5 136 km.

### Durée du jour
À cette latitude, le soleil est visible toute la journée au solstice d'été, et 1 heure et 30 minutes au solstice d'hiver.